# Juge de la citoyenneté
Le juge de la citoyenneté est une personnalité canadienne faisant fonction de magistrat pour statuer sur la future citoyenneté canadienne des immigrants.
Les juges de la citoyenneté font partie de la Commission de la citoyenneté. La Commission de la citoyenneté est un tribunal administratif qui relève du service fédéral de la Citoyenneté et Immigration Canada. La Commission regroupe tous les juges de la citoyenneté en poste dans les diverses régions et provinces du Canada.
Les juges de la citoyenneté sont nommés par le gouverneur en conseil sur la recommandation du ministre de la Citoyenneté et de l'Immigration du Canada. Les nouveaux juges sont choisis parmi une liste de candidats qualifiés qui ont fait l’objet d’une présélection rigoureuse.
Les juges de la citoyenneté doivent connaître
- Les principes du droit administratif et de la justice naturelle ;
- La Loi sur la citoyenneté et son règlement, ainsi que la jurisprudence pertinente ;
- La Loi sur l’immigration et la protection des réfugiés et le Code criminel.

Les juges de la citoyenneté ont compétences pour
- Examiner environ 180 000 demandes de citoyenneté par année ;
- Déterminer si les demandeurs satisfont aux exigences de la Loi sur la citoyenneté et de son règlement ;
- Faire prêter le serment de citoyenneté et souligner les droits et les responsabilités inhérents à la citoyenneté canadienne ;
- Maintenir l’intégrité du processus d’attribution de la citoyenneté ;
- Promouvoir la citoyenneté en collaboration avec des conseils et commissions scolaires, des clubs de bienfaisance, des groupes multiculturels et d’autres organismes communautaires.